# ハーバート・チャップマン
ハーバート・チャップマン（Herbert Chapman、1878年1月19日 - 1934年1月6日）は、イングランドの元サッカー選手、サッカー指導者。WMフォーメーションを開発し、世界のサッカー界に影響を与えた、第二次世界大戦前の名指導者の1人である。

## 経歴
チャップマンは選手時代にはインサイドフォワード（現在の攻撃的MF）としてプレーし、フットボールリーグや非公式のアマチュアリーグのクラブで10数年間に渡ってプレーをしたが、選手としては大成することはなくタイトル獲得とも縁がなかった。
引退後は指導者の道へ進み、1907年にノーサンプトン・タウンの監督に就任すると、2度の南部リーグ優勝（1908年、1912年）に導き、監督としての最初の成功を収めた。リーズ・シティを経て第一次世界大戦後の1921年にハダースフィールドの監督に就任し、4年間にリーグ優勝2回（1923年、1924年）とFAカップ優勝1回（1922年）に導いた。
これらの手腕が認められ、1925年にアーセナルFCの監督に就任。チャップマンは、オフサイドルールの改正に伴い、この対策に取り掛かることになった。1897年に作成された従来のルールでは、「競技者がボールに触れるかスローインした時に、その競技者と相手ゴールラインの間に少なくとも3人の相手選手が存在する時に限りボールに触れることが許される」（3人制）と定められ、守備側に有利であった。
1925年に国際サッカー連盟(FIFA)により改正された新ルールでは3人から2人（2人制）へと変更され攻撃側に有利となった。これにより得点数は増加したが、反対に守備側の負担は増加し、従来の2-3-5フォーメーション（ピラミッド型）では対応出来なくなっていた。
同年10月にニューカッスル・ユナイテッドFCに0-7と大敗を喫すると、主将のチャーリー・ブキャンの提案を受けて、従来の2-3-5フォーメーション（ピラミッド型）を改良。センターハーフを務めるハービー・ロバーツをFBに後退させ3人で守備を担当。5人のFWから2人を中盤に後退させ、3-2-2-3とも言える布陣を採用した。
システムが熟成するまで数年を有したが、1927年のFAカップで準優勝、1930年のFAカップではハダースフィールド・タウンFCを下しクラブ創立以来初となるタイトルを獲得した。
その後もリーグ優勝3回（1931年、1933年、1934年）、FAカップ準優勝1回（1932年）に導いた。またWMシステムは、世界のサッカー界に大きな影響を与え、1950年代までのおよそ20数年間に渡って主流となった。
チャップマンは経営者としても才覚を発揮した。アーセナルのスタジアム最寄りの地下鉄の駅名を「ギレスピー・ロード」から「アーセナル」に変更することを提案すると、ロンドンの交通局も了承し、これによってアーセナルの観客動員数は大きくアップした。
1934年1月6日、肺炎により死去。55歳没。生前の功績が認められ2002年にイングランドサッカー殿堂入りを果たした。

## エピソード
息子のケン・チャップマンはラグビー選手でハーレクインズに在籍。後にラグビー・フットボール・ユニオンの会長を務めた。